# Garching an der Alz
Garching an der Alz este o comună din districtul Altötting, landul Bavaria, Germania.